# نهائي كأس فرنسا 1932
نهائي كأس فرنسا 1932 هي المباراة النهائية من منافسة كأس فرنسا 1931–32 ‏، أقيمت المباراة في 24 أبريل 1932، في ملعب أولمبيك دي كولومب، بين فريقي نادي كان، ونادي روبيه، وفاز فيها نادي كان، بعد أن هزم نادي روبيه، بنتيجة 1 - 0، وكان حكم المباراة Louis Raguin ‏، وحضر المباراة 36143 شخصاً.

## تفاصيل المباراة
لعبت المباراة النهائية في 24 أبريل 1932.
| نادي كان         | 1 -0 | نادي روبيه |
| ---------------- | ---- | ---------- |
| Louis Cler ‏ 83 ' |      |            |